# Germán Bratschi
Germán Bratschi   (Migues, 14 de febrer de 2002) és un esportista i motociclista uruguaià, que competeix en l'especialitat motocròs i supercross.
Fill d'Alicia Talmón i Fabián Bratschi, va completar la seva educació secundària al Liceu de Cardona. Des de la seva infància va entrenar i competir en motocròs (MX) al costat del seu germà Alfonso Bratschi.
Amb 14 anys va ser considerat pilot revelació en la categoria MX2. Competeix en l'equip Husqvarna Motorcycles amb el número 146. El 2022, obtingué el Premi Charrúa, important guardó a l'esport uruguaià atorgat pel Cercle de Periodistes Esportius de l'Uruguai (CPDU).

## Competicions
- 2006, Vice Campió Nacional Escola
- 2007, Campió Nacional Escola
- 2008, Campió Nacional Escola (invicte)
- 2009, Campió Night Cross Escola (invicte), Campió Nacional, Minicross (invicte)
- 2010, Campió Nacional Minicross (invicte), Campió Night Cross, Minicross (invicte).
- 2011, Campió Night Cross, 65cc (invicte), Vice Campió Nacional Cross 65cc
- 2012, Campió Nacional Motocròs 65cc, Posat número 11 Copa Llatinoamericana de Motocròs Mèxic (va córrer una sola sèrie) 17 i 18 de novembre.
- 2013, Campió Nacional 65cc i 85cc
- 2014, Campió Nacional 85cc, Vice Campió Nacional Motocròs Argentí 85cc
- 2015, Premiat Copa FOX
- 2016, Campió Nacional 85cc, invicte, Campió Nacional MX2, Segon Lloc Festival Complex Lakes 250cc Pro
- 2017, Tercer Lloc Campionat Llatinoamericà de Motocròs a Xile, 4 i 5 de novembre (10 països). Lloc 12 en Campionat Nacional Argentí MX2 (mancat a tres dates), Campió Nacional MX2 (invicte). Reconeixement de Ràdio Centre com a millor motociclista.
- 2018, Lloc 27 Primer Data del Mundial en Villa La Angostura, Patagònia, Argentina; categoria MX2. Campió Nacional MX2A. Vice Campió Nacional MX.
- 2019, Nominat Premis Charrúa. Tercer Llocs Campionat Nacional Argentí categoria MX2A, Campió Nacional Uruguaià en MX2A, Campió Nacional Uruguaià en Open.
- 2020, Vice Campió Nacional Uruguaià MX2A, Campió Nacional Uruguaià OPEN
- 2021, Quart Lloc Sorra Cross Brasil, Quart Lloc Campionat Nacional de Motocròs Brasiler (CBM) MX2.[7]
- 2022, Vice Campió Nacional de Motocròs MX2A Open, Vice Campió Argentí de Motocròs MX2A Open.[8]
- 2023, Vice Campió Supercross i Llatinoamericà, Tercer en Campionat Supercross Argentí.[9]

## Premis
- 2017, Reconeixement de Radio Centro com a millor motociclista. Reconeixement "Destacats de Miquelete" per la seva tasca durant l'any.
- 2018, Reconeixement "Destacats de Miquelete" per la seva tasca esportiva durant l'any.
- 2022, Premi Charrúa.